# ميخائيل جاي س. غوردون
ميخائيل جاي س. غوردون (بالإنجليزية: Michael J. C. Gordon)‏ هو عالم حاسوب ومهندس بريطاني، ولد في 28 فبراير 1948 في ريبون في المملكة المتحدة، وتوفي في 22 أغسطس 2017 في كامبريدج في المملكة المتحدة بسبب سرطان البنكرياس.